# A114 (motorväg, Tyskland)
A114 är en motorväg i Berlin som leder trafik norrut från stadens centrum.

## Trafikplatser
|  | Nr | Skyltning                |
|  | 1  | Pankow (T-Korsning) E 55 |
|  | 2  | Schönerlinder Straße     |
|  | 3  | Bucher Straße            |
|  | 4  | Pasewalker Straße        |
|  | 5  | Prenzlauer Promenade     |
|  |    | övergår till             |